# Scottish Parliament Building
Het Scottish Parliament Building is het ambtsgebouw van het Schots Parlement. De bouw van het gebouw begon in juni 1999 en de leden van het Schotse parlement (MSP's) hielden hun eerste debat in het nieuwe gebouw op 7 september 2004. De officiële opening door koningin Elizabeth II vond plaats op 9 oktober 2004. Het bouwwerk is een ontwerp van de Spaans-Italiaanse architecten Enric Miralles en Benedetta Tagliabue, en is gelegen op het terrein van Holyroodhouse in de Schotse hoofdstad Edinburgh. De naam Holyrood wordt ook informeel gebruikt als verwijzing naar het parlement (om het onderscheid te maken met het Londense "Westminster").
Na een referendum over de Schotse devolution, waarbij de Schotten in 1997 voor meer autonomie stemden, werd het huidige parlement opgericht ten gevolge van de Scotland Act (1998). Hierin werd de macht van het parlement als wetgever vastgelegd en werden de wetgevende bevoegdheden, het terrein waarop het parlement wetten kan uitvaardigen, afgebakend. Dit gebeurde door expliciet bepaalde bevoegdheden te vermelden die voorbehouden blijven aan het parlement van het Verenigd Koninkrijk: alle beleidsdomeinen ten aanzien waarvan de wet geen beperkingen vermeldt, behoren automatisch tot de verantwoordelijkheid van het Schots Parlement. Het parlement van het Verenigd Koninkrijk beschikt nog steeds over de mogelijkheid om de bevoegdheidsbepalingen van het Schots Parlement te amenderen en kan de gebieden waarop het wetten kan uitvaardigen zowel uitbreiden als verkleinen. De eerste zitting van het nieuwgekozen parlement vond plaats op 12 mei 1999.
Van 1999 tot de opening van het nieuwe gebouw in 2004 waren de commissiekamers en de zaal voor de plenaire zittingen van het Schotse parlement gehuisvest in de General Assembly Hall van de Church of Scotland op The Mound in Edinburgh. Kantoor- en administratieve huisvesting ter ondersteuning van het Parlement werden ter beschikking gesteld in gebouwen die werden gehuurd van de gemeenteraad van Edinburgh. 
Het nieuwe Schotse parlementsgebouw bracht deze verschillende elementen samen in één speciaal gebouwd parlementair complex, dat onderdak bood aan 129 MSP's en meer dan 1.000 personeelsleden en ambtenaren. Het gebouw bevindt zich op een site met een oppervlakte van 1,6 ha, met een omtrek van 480 m, 1 km ten oosten van het historische stadscentrum van Edinburgh. Op het grote terrein was voorheen het hoofdkantoor van de brouwerij Scottish & Newcastle gevestigd, die werden gesloopt om plaats te maken voor het gebouw. De grens van de site wordt gemarkeerd door het Cannongate-gedeelte van de Royal Mile aan de noordkant. In de directe omgeving van het gebouw ligt het Palace of Holyroodhouse, omgeven door het uitgestrekte Holyrood Park.
Vanaf de aanvang van het bouwproject zijn het gebouw en de constructie ervan controversieel geweest. De keuzes van locatie, architect, ontwerp en bouwbedrijf werden allemaal bekritiseerd door politici, de media en het Schotse publiek. De inhuldiging, gepland voor 2001, verschoof naar 2004, meer dan drie jaar te laat met een geschatte uiteindelijke kostprijs van £ 414 miljoen, vele malen hoger dan de aanvankelijke schattingen van tussen £ 10 miljoen en £ 40 miljoen. In 2003 werd een groot openbaar onderzoek ingesteld naar de afhandeling van de constructie, voorgezeten door de voormalige Lord Advocate, Lord Fraser of Carmyllie. Het onderzoek werd in september 2004 afgerond en bekritiseerde het beheer van het hele project, vanaf het realiseren van kostenstijgingen tot en met de manier waarop belangrijke ontwerpwijzigingen werden doorgevoerd. Ondanks deze kritiek en een gemengde publieke reactie, werd het gebouw verwelkomd door architectuuracademici en -critici. Het gebouw wilde een poëtische unie bereiken tussen het Schotse landschap, de mensen, de cultuur en de stad Edinburgh. Het parlementsgebouw won talloze prijzen, waaronder de Stirling Prize 2005 en is door landschapsarchitect Charles Jencks beschreven als "een krachttoer van kunstnijverheid en kwaliteit zonder weerga in de laatste 100 jaar van de Britse architectuur".

## Afbeeldingen

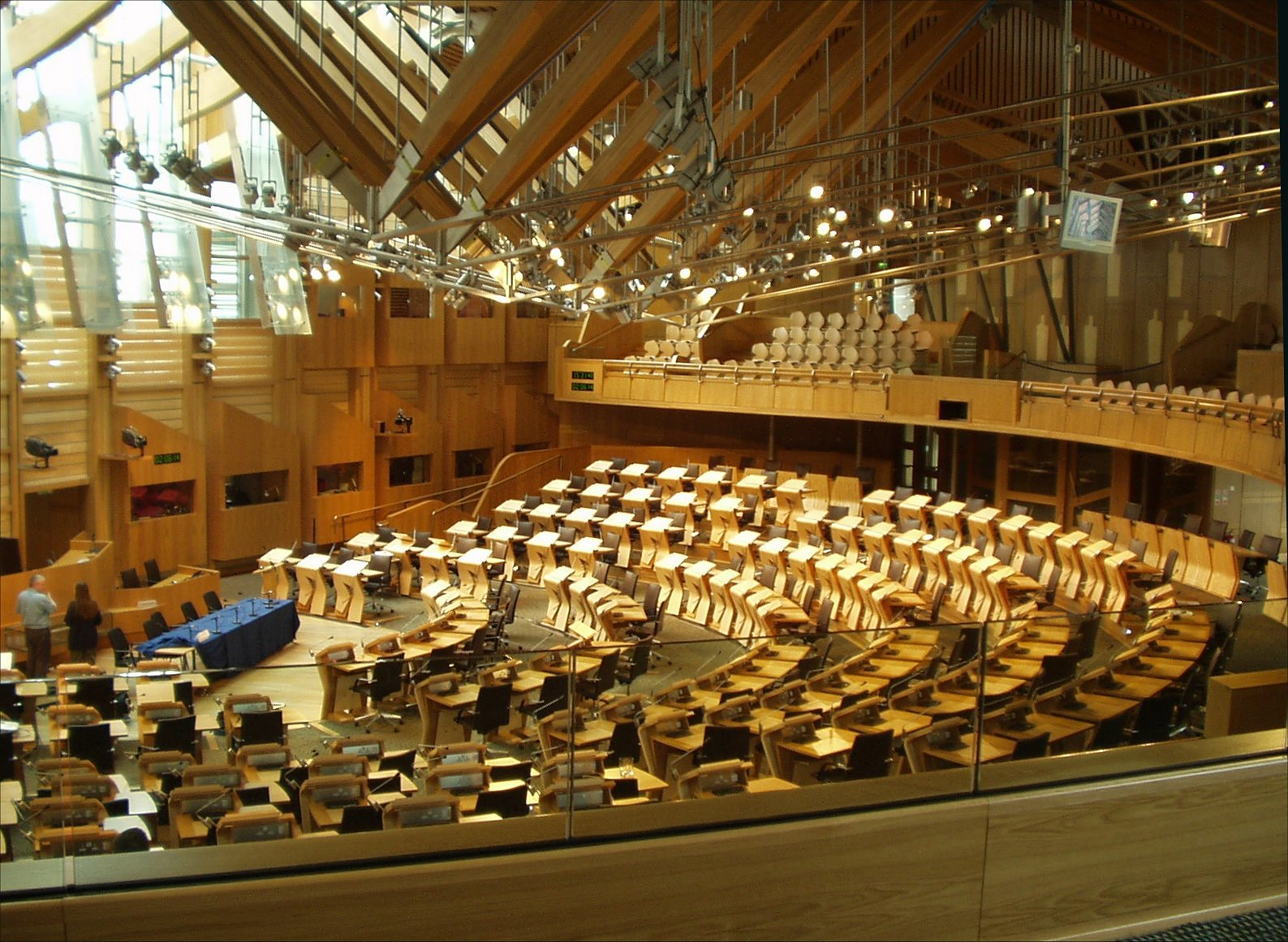
De halfronde Debating Chamber, waarbij ministers op het voorste gedeelte plaatsnemen, recht tegenover de parlementsvoorzitter en de parlementaire griffiers.
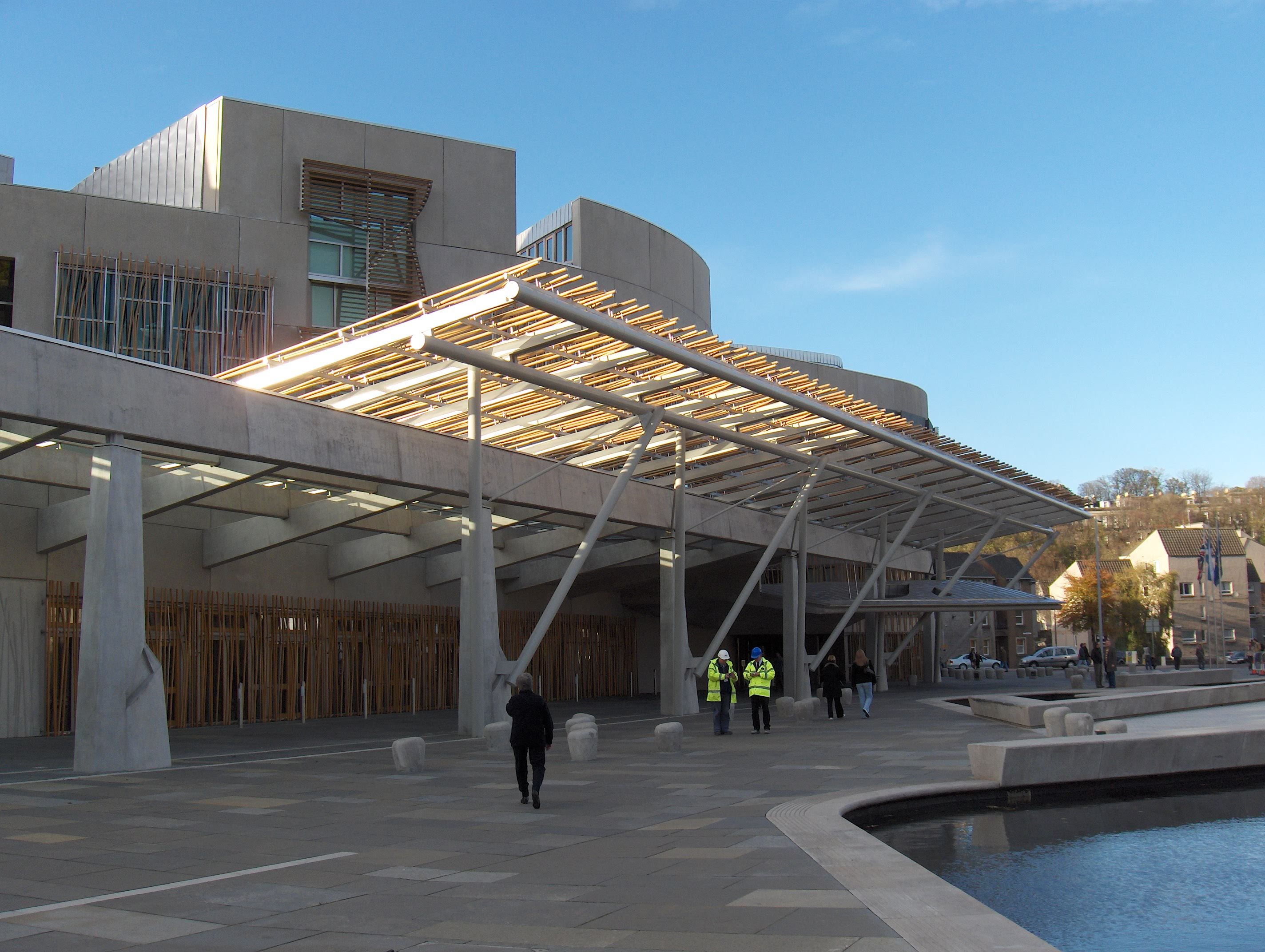
De hoofdingang
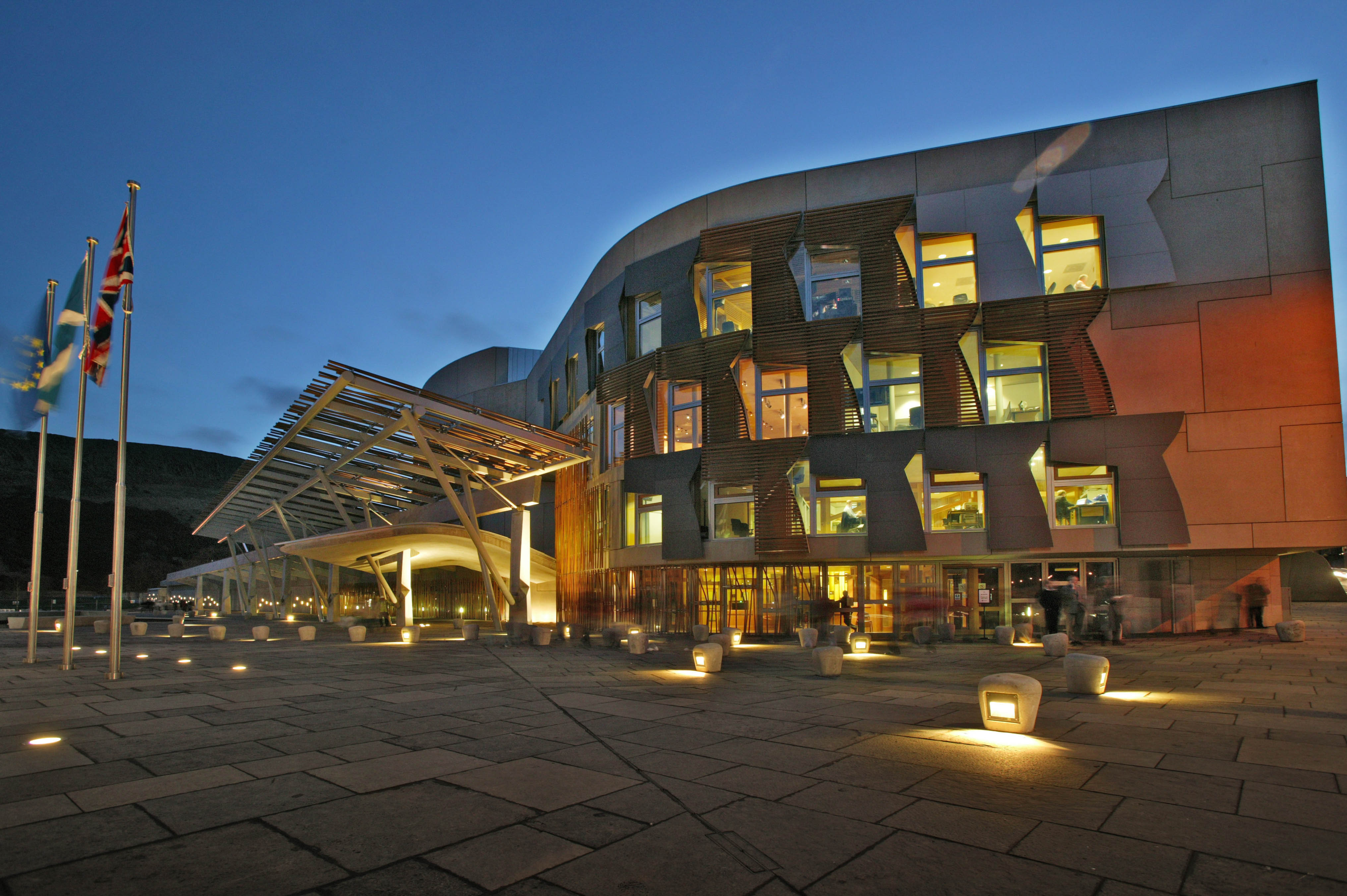
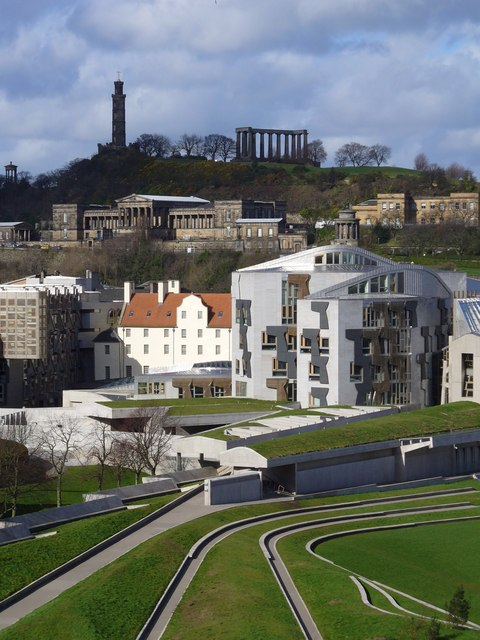
Calton Hill op achtergrond van Scottish Parliament Building
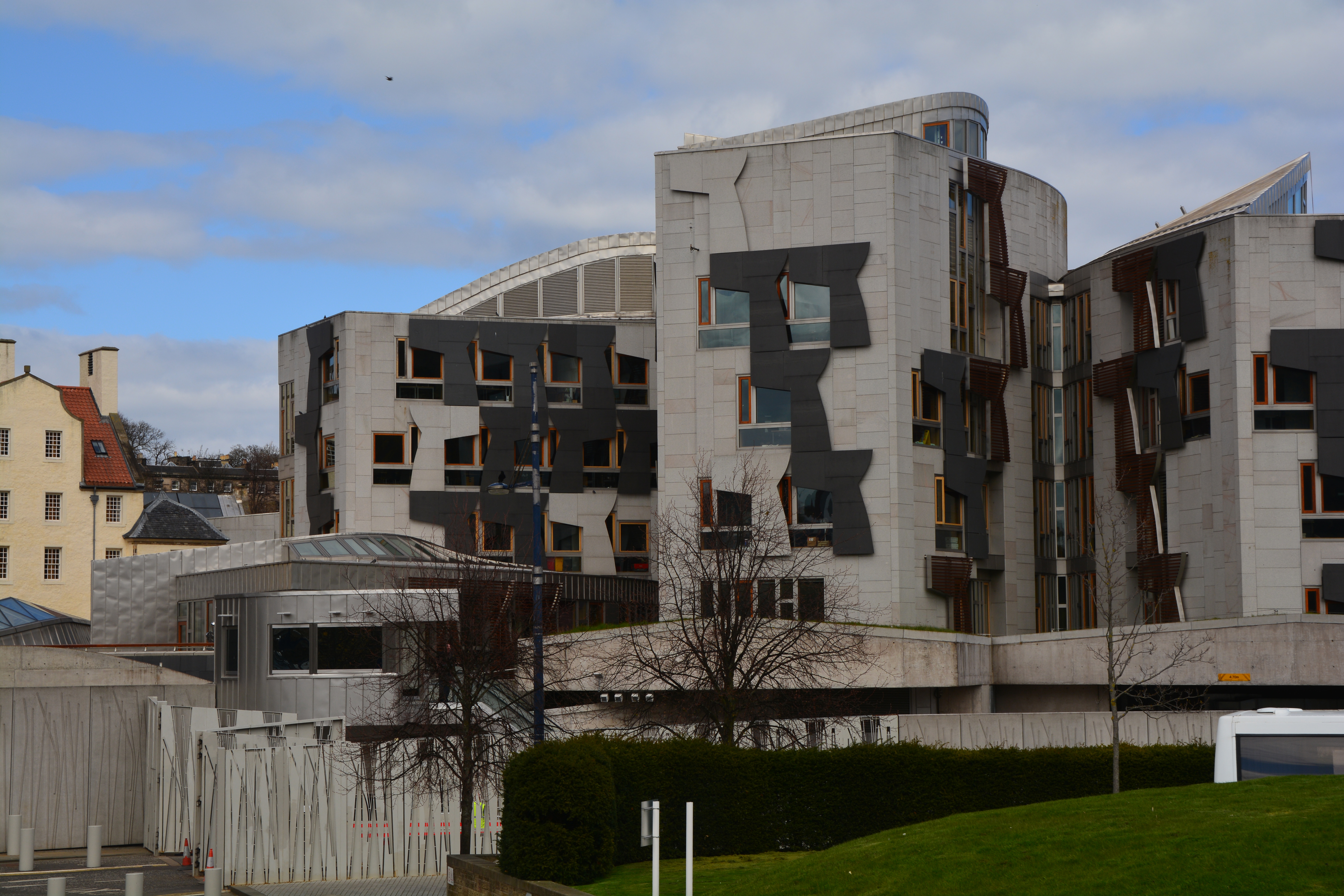
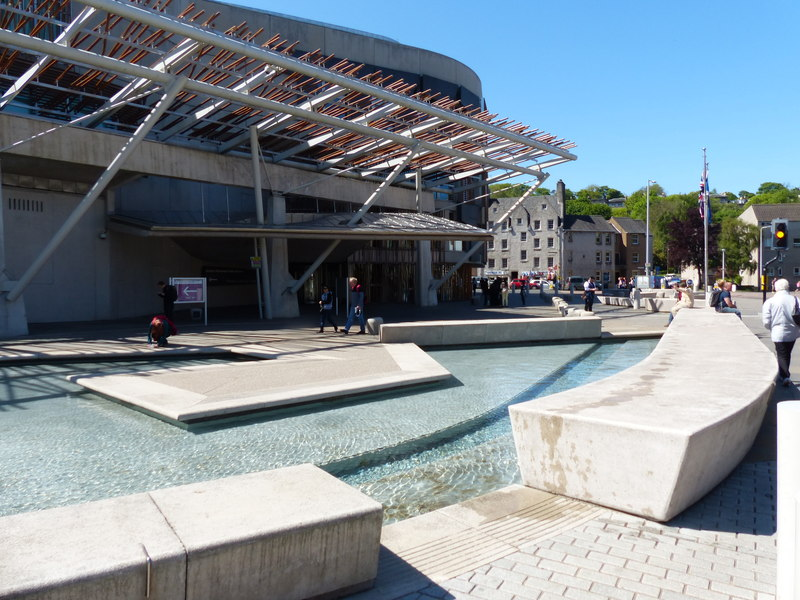

## Plattegrond

1 Publieke toegang 2 Plaza 3 Vijver 4 Perstoren 5 Debating Chamber (plenaire zittingzaal) 6 Tower one 7 Tower two 8 Tower three 9 Tower four 10 Tower five, Cannongate Building 11 Hoofdtrap 12 Ingang parlementsleden (MSPs) 13 Lobby 14 Tuin 15 Queensberry House 16 MSP building 17 Turfdak 18 Parking en ingang voertuigen 19 Aangelegd parking